# Wéverton Gomes Souza
Wéverton Gomes Souza, egyszerűen Wéverton (Três Lagoas, 1992. március 8. –), brazil labdarúgó, a Londrina csatára.